# Eutelia olivaceiplaga
Eutelia olivaceiplaga là một loài bướm đêm trong họ Noctuidae.